# PHotoEspaña
PHotoEspaña ist ein internationales Festival für Fotografie und bildende Kunst, das jedes Jahr im Sommer in Madrid und anderen spanischen Städten stattfindet. Es wird von der Stiftung Fundación contemporanea PHotoEspaña und La Fábrica, einer Buchhandlung für Fotografie mit der ständigen PHotoEspaña Galerie organisiert. Ein auf drei Jahre bestellter Kurator verantwortet die Auswahl der Ausstellungen.

## Geschichte
Das Festival wurde 1998 ins Leben gerufen und hat im Laufe der Jahre an Bedeutung gewonnen. Francis Hodgson von der Financial Times schrieb 2014, dass die PHotoEspaña allen Fotofestivals auf der ganzen Welt einen Standard gibt, nach dem man streben kann.
Im Jahr 2013 wurde das Festival vom Ministerium für Bildung, Kultur und Sport mit der Goldmedaille für Verdienste um die schönen Künste ausgezeichnet.
2022 wurde das 25-jährige Jubiläum gefeiert. Das Festival fand vom 1. Juni – 28. August 2022 statt.

## Orte

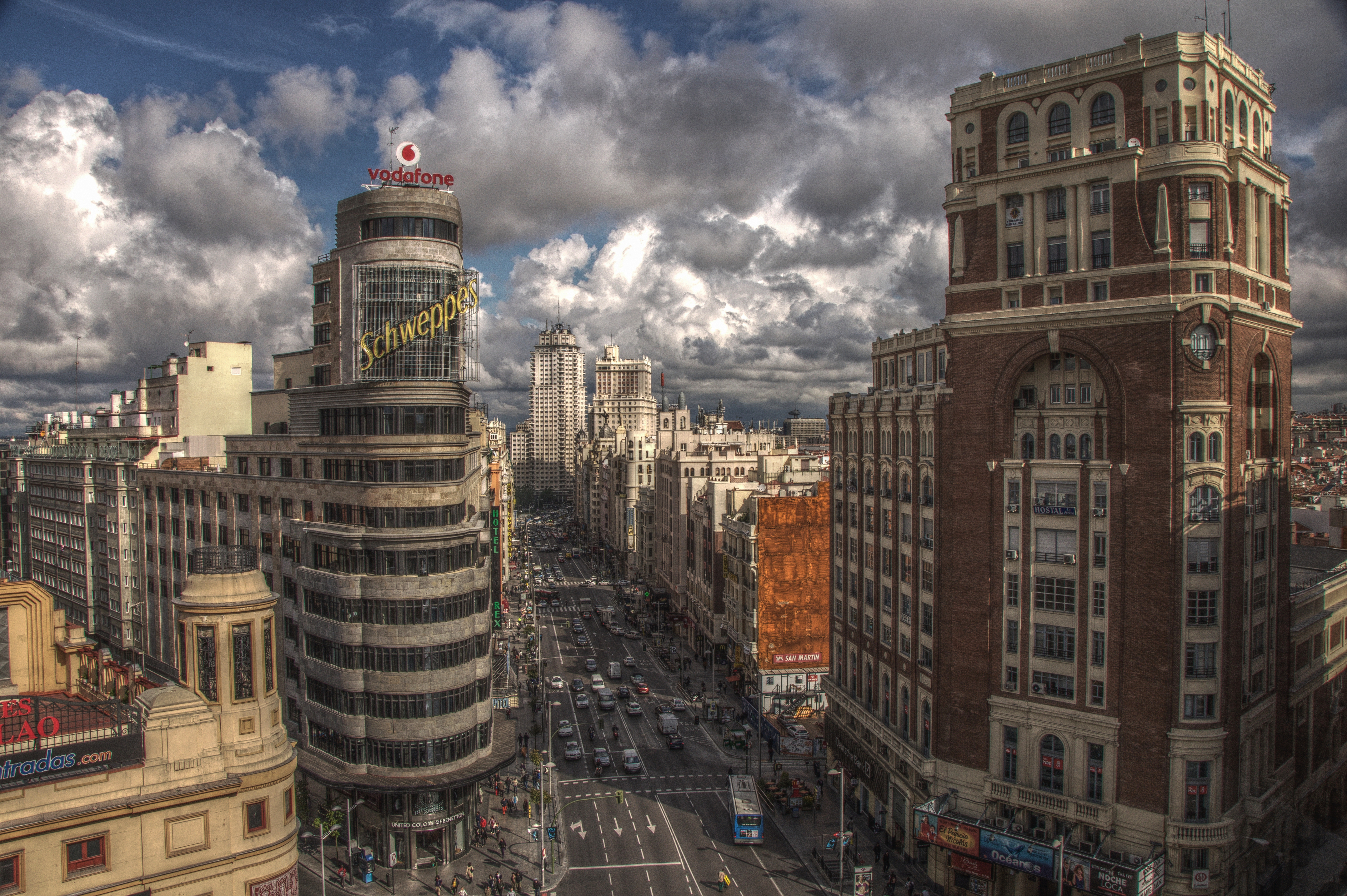
Die Ausstellungen der PHotoEspaña finden verteilt über das gesamte Stadtgebiet von Madrid statt.

PHotoEspaña erstreckt sich über große Teile der spanischen Hauptstadt. Zu den Ausstellungsorten in Madrid zählen:
- Casa de América
- Museo Reina Sofía
- Museo Thyssen-Bornemisza
- Círculo de Bellas Artes
- Centro Cultural Conde Duque
- Fundación Telefónica
- Fundación Canal
- Teatro Fernán Gómez
- Real Jardín Botánico de Madrid
- Paseo de la Castellana
- Museo del Prado

Das Zentrum der PHotoEspaña liegt entlang des Paseo de la Castellana, der Hauptverkehrsader der Stadt. Darüber hinaus gab es auch Ausstellungen in zahlreichen anderen Städten des Landes wie Alcalá de Henares, Albacete, Aranjuez, Badajoz, Ciudad Real, Cuenca, Guadalajara, Cuenca, Santander, Toledo, Valladolid und Saragossa. Darüber hinaus wurden einzelne Ausstellungen des Festivals auch in der Slowakei, Deutschland, Finnland, Frankreich, Irland, Lettland, den Niederlanden, Polen, Portugal, Großbritannien, der Tschechischen Republik, Russland und der Türkei gezeigt.

## Preise
Auf der PHotoEspaña werden jedes Jahr verschiedene Preise für die herausragendsten Publikationen des Jahres verliehen sowie für die künstlerische Laufbahn nationaler und internationaler Fotografen.
- PHotoEspaña: Der Preis würdigt die Laufbahn einer Persönlichkeit im Bereich der Fotografie (national oder international). Bisherige Gewinner: Bernard Plossu, Alberto García-Alix, Graciela Iturbide, Martin Parr, Robert Frank, Hiroshi Sugimoto, William Klein, William Eggleston, Helena Almeida, Nan Goldin, Duane Michals, Chema Madoz, Luis González Palma, Josef Koudelka, Susan Meiselas
- Bartolomé Ros: Der Preis wird für die beste spanische Profikarriere in der Fotografie in Gedenken an Bartolomé Ros verliehen. Bisherige Gewinner: Carlos Pérez Siquier, Chema Madoz, Chema Conesa, Isabel Muñoz, Ricard Terré, Marta Gili, Javier Vallhonrat, Joan Fontcuberta, Juan Manuel Castro Prieto, Ramón Masats, Cristina García Rodero, Publio López Mondéjar
- Descubrimientos PHE: Der Preis wird verliehen an den Autor des besten Projekts, das in den von PHotoEspaña organisierten Portfolio Views präsentiert wird. Bisherige Gewinner: Nancy Newberry, Yaakov Israel, Fernando Brito, Vanessa Winship, Alejandra Laviada, Yann Gross, Harri Palviranta, Stanislas Guigui, Vesselina Nikolaeva, Comenius Röthlisberger, Pedro Álvarez, Tanit Plana, Sophie Dubosc, Juan de la Cruz Megías, Paula Luttringer, Matías Costa, Jorge Lopez
- PHE al Mejor Libro de Fotografía del año: Er zeichnet die beste Publikation nationaler und internationaler Fotografie aus, die im vergangenen Jahr erschienen ist sowie den herausragendsten Verlag aus. Bisherige Gewinner in der nationalen Kategorie: Urbes Mutantes 1941-2012. Lateinamerikanische Fotografie von RM/Toluca Éditions und The Little Black Jacket, herausgegeben vom Steidl Verlag[9] in der internationalen Kategorie. Die Auszeichnung Herausragende Redaktion des Jahres ging an den Hatje Cantz Verlag.
- Festival Off: Eine Expertenjury wählt die Galerie aus, die die beste Ausstellung des Festival Off gezeigt hat. Letzter Sieger: Galerie Max Estrella für die Ausstellung Humanæ von Angélica Dass.
- PHotoEspaña OjodePez de Valores Humanos: PHotoEspaña und die Zeitschrift OjodePez zeichnen eine dokumentarische Fotografiearbeit aus, die die Werte Solidarität, Ethik, Gerechtigkeit oder Engagement hervorhebt. Einer der Gewinner war Manuel Zamora für seine Serie Aparkados los sueños.
- del Público: Die Besucher des Festivals wählen hierfür jedes Jahr ihre Lieblingsausstellung aus.